# Merona laxa
Merona laxa is een hydroïdpoliep uit de familie Oceaniidae. De poliep komt uit het geslacht Merona. Merona laxa werd in 1938 voor het eerst wetenschappelijk beschreven door Fraser. 